# Капелл, Пол, 11-й граф Эссекс
Фредерик Пол де Вер Капелл, 11-й граф Эссекс (англ. Frederick Paul de Vere Capell, 11th Earl of Essex; род. 29 мая 1944 года) — 11-й граф Эссекс с 2005 года.

## Биография
Лорд Эссекс, родился в семье Роберта Капелла и его жены Дорис. Его отец, бакалейщик из Ланкашира, приходился дальним родственником 9-му графу Эссексу .
Карьера Капелла складывалась как карьера школьного учителя. Он был заместителем директора начальной школы округа Марш с 1966 по 1978 год, некоторое время работал директором школы Приходской церкви Англии в Кокерхеме с 1979 по 1980 год и, наконец, заместителем директора и исполняющим обязанности директора начальной школы округа Скертон в Ланкашире с 1981 по 1995 год
Когда в 1989 году его отец доказал, что является наследником графства, Пол Капелл получил право на титул виконта Молдена. Однако мало кто в школе знал об этом, и когда он унаследовал графство в 2005 году , газета Daily Telegraph отметила, что новый граф Эссекс «очень скромен».
Не женат, бездетен. В случае бездетной смерти графство перейдет к Уильяму Дженнингсу Капеллу, его четвероюродному брату.

## Титулы
- Поль де Вер Капелл, эсквайр (с рождения; де-юре до 1981 года; де-факто до 1989 года)
- Виконт Молден (де-юре с 1981 г., де-факто с 1989 г., до 5 июня 2005 г.)
- Досточтимый граф Эссекс (с 5 июня 2005 г.)

## Рекомендации
1. 1 2 3 4  Lundy D. R. Frederick Paul de Vere Capell, 11th Earl of Essex // The Peerage (англ.)
2. ↑  The Earl of Essex Архивная копия от 29 сентября 2022 на Wayback Machine (obituary) The Daily Telegraph, 18 June 2005, accessed 26 September 2022  (требуется подписка)
3. ↑  Essex, Earl of (E, 1661). www.cracroftspeerage.co.uk. Heraldic Media Limited. Дата обращения: 26 сентября 2022. Архивировано 1 сентября 2010 года.
4. ↑  Fenton, Ben; Bunyan, Nigel. New Earl of Essex is ever so humble (17 июня 2005). Дата обращения: 5 мая 2020. Архивировано 9 ноября 2020 года.